# SSE2
SSE2，全名為Streaming SIMD Extensions 2，是一種IA-32架構的SIMD（單一指令多重資料）指令集。SSE2是在 2001年隨著Intel發表第一代Pentium 4處理器也一併推出的指令集。它延伸較早的SSE指令集，而且可以完全取代MMX指令集。在2004年，Intel 再度擴展了SSE2指令為 SSE3 指令集。與 70 條指令的 SSE 相比，SSE2新增了144條指令。在2003年，AMD也在發布AMD64的64位元處理器時跟進SSE2指令集。

## SSE2的更動
SSE2延伸了MMX指令群使用XMM暫存器來運算，這能讓開發人員完全避免讓8個64位元MMX暫存器與原有的IA-32浮點運算暫存器共用。而這樣子就能夠不需要切換MMX與x87浮點運算的前提之下混合SIMD純量與浮點向量運算。不過，這不會因為 SSE 的暫存器的精度提高而讓運算結果的精度也提高。
而還有部分的SSE2指令集包含了一系列的CPU快取控制指令。當處理理論上無限的資料流，還有數字格式轉換指令所產生出來的大量補數，能夠使快取污染有效的降低。
AMD在AMD64架構上的SSE2再新增額外8個暫存器，把暫存器的量提升到16個（XMM0～XMM15）。這些額外的暫存器只有執行於64位元的模式下才能夠使用。2004年，Intel也採用這些額外的暫存器於它的86-64（Intel64）架構。

## x87浮點運算器與SSE2的差別
FPU的指令集（x87）通常在運算時使用80位元的精度。原始的FPU軟體的演算法如果套用到SSE2，在數學運算上或是資料輸入肯定會造成一些可測得的數值誤差。這在科學運算上是很嚴重的問題，會導致在不同的架構上運算出互不相同的結果。而這問題很容易發生在編譯器在解釋一條包含好幾項運算子（加減乘除）的數學式上。取決於使用哪種編譯方式（與最佳化），計算過程中會產生不一樣的中間值。而在FPU中這些中間值會從80位元截成64位。而當這被截掉的中間值拿來運算，最後的數值有可能會大不相同。下面使用G95編譯的Fortran程式碼就是其中一個例子。
```
program 
hi

real 
a
,
b
,
c
,
d

real 
x
,
y
,
z

a
=
.
013

b
=
.
027

c
=
.
0937

d
=
.
79

y
=-
a
/
b
 
+
 
(
a
/
b
+
c
)
*
EXP
(
d
)

print
 
*
,
y

z
=
(
-
a
)
/
b
 
+
 
(
a
/
b
+
c
)
*
EXP
(
d
)

print
 
*
,
z

x
=
y
-
z

print
 
*
,
x

end

```

編譯成x87浮點運算指令並且執行結果：
```
# g95 -o hi -mfpmath=387 -fzero -ftrace=full -fsloppy-char hi.for

# ./hi

0
.78587145

0
.7858714

5
.9604645E-8

```

編譯成SSE2指令並且執行結果：
```
# g95 -o hi -mfpmath=sse -msse2 -fzero -ftrace=full -fsloppy-char hi.for

# ./hi

0
.78587145

0
.78587145

0
.

```

## MMX與SSE2的差別
SSE2讓MMX指令群使用XMM暫存器來運算。換句話說，現有的MMX指令碼能夠完全轉換成SSE2。不過SSE2的暫存器是MMX暫存器的兩倍大，迴圈計數器與記憶體存取機制也會跟著修改來因應此變化。
而即使一個SSE2指令能夠比MMX指令操作多兩倍資料量，性能也並沒有很明顯的提升。有兩個主要原因導致此現象：記憶體內部存取SSE2的資料並沒有以16位元組的間隔對齊，這會造成明顯的性能損失。還有在大多數的x86架構實作上SSE2的指令吞吐量是小於MMX的。Intel首先面對第一個問題的解決方案是在SSE3指令中新增一個指令，能夠在處理未對齊的資料時減少Overhead。而第二個問題也在Core 微架構中將執行引擎加寬而解決。

## 支援的編譯器
於2000年剛發布的時候，完全沒有任何軟體開發工具支援SSE2。例如，如果想要在Microsoft Developer Studio裡面使用SSE2指令集，程式開發人員就要自己寫 inline-assembly，或是從外部來源引入（import）目的碼。後來發布了Visual C++ Processor Pack，才使Visual C++與MASM支援SSE2。
目前Intel官方版的Intel C++編譯器能夠在不用自行輸入assembly而自動編譯出SSE4/SSSE3/SSE3/SSE2/SSE的機器碼，能夠使程式開發人員專注於更高層的演算法開發，而不是組譯階段的指令集實作。自從Intel發表了 Intel C++ 編譯器，它大量增加SSE2於Windows應用程式開發。
自從GCC 3推出，它能夠自動生成SSE/SSE2純量碼。而SSE/SSE2的自動向量化也新增在GCC 4。
Sun Studio Compiler Suite在使用此-xvector=simd參數時也能夠產生SSE2指令碼。
Microsoft Visual C++ 2012 開始，在預設的情況下會啟用用於生成SSE2指令的編譯器選項。

## 支援SSE2指令集的處理器
- Athlon 64、Sempron 64、Turion 64等為主的AMD K8架構處理器
- Phenom、Phenom II、Athlon II等為主的AMD K10、AMD K10.5架構處理器
- Pentium 4、Xeon、Celeron、Celeron D等為主的Intel NetBurst架構的處理器
- Intel Pentium M與Celeron M
- Intel Core 2架構的處理器
- Intel Core i3、Core i5、Core i7等
- Atom
- Transmeta（全美達）Efficeon（英语：Transmeta Efficeon）
- VIA（威盛）C7
- VIANano

## 不支援SSE2處理器的共同特點
SSE2是IA-32架構的延伸。所以目前所有不支援IA-32架構的其他架構一概不支援SSE2。由於x86-64架構的處理器是由IA-32延伸出來的，所有 x86-64架構的處理器也都支援SSE2指令集。而有些CPU並沒有支援 SSE2，但是有其他的指令集可以提供與SSE2相似的功能。
下列的IA-32架構的處理器是在SSE2發表之後才開發的，但是並不支援SSE2指令集：
- 比Athlon64早推出的AMD處理器，包含了所有使用 Socket A 插槽的處理器。
- 比Pentium 4早推出的Intel處理器
- VIA的C3 處理器
- 全美達的Crusoe處理器（英语：Transmeta Crusoe）
- Intel Quark（英语：Intel Quark）